# Centrobranchus nigroocellatus
Centrobranchus nigroocellatus és una espècie de peix de la família dels mictòfids i de l'ordre dels mictofiformes.

## Morfologia
- Els mascles poden assolir 5 cm de longitud total.
- Nombre de vèrtebres: 35-40.[5][6]

## Reproducció
És ovípar amb larves i ous planctònics.

## Hàbitat
És un peix marí i d'aigües profundes que viu entre 0-700 m de fondària.

## Distribució geogràfica
Es troba des del Marroc fins al Senegal, des del Gabon fins a Angola, a l'Atlàntic occidental, a l'Índic, davant les costes de Nova Zelanda i de Xile, a Hawaii i el Japó.